# Ligne de Carentan à Carteret
La ligne de Carentan à Carteret est une ancienne ligne de chemin de fer française, du département de la Manche. Elle reliait entre elles les localités de Carentan et Carteret. Elle permettait ainsi une traversée est-ouest du Cotentin ainsi que la liaison de Paris Saint-Lazare à Carteret via Carentan.
Elle constituait la ligne 418 000 du réseau ferré national.

## Histoire
Cette ligne avait été déclarée d'utilité publique comme ligne d'intérêt local par la loi du 10 février 1874. La loi du 17 juillet 1879 (dite plan Freycinet) portant classement de 181 lignes de chemin de fer dans le réseau des chemins de fer d’intérêt général retient en n° 49, une ligne de « Carentan à la ligne de Sottevast à Coutances ». La ligne déjà concédée par le conseil général de la Manche est donc reclassé ligne d'intérêt général le 22 juillet 1881. Elle est concédée à titre définitif par l'État à la Compagnie des chemins de fer de l'Ouest par une convention signée entre le ministre des Travaux publics et la compagnie le 17 juillet 1883. Cette convention est approuvée par une loi le 20 novembre suivant.
La section de La Haye-du-Puits à Carteret a été ouverte à l'exploitation la première, le 1er juillet 1889 et celle de Carentan à La Haye-du-Puits le 8 juillet 1894.
Le 18 novembre 1908, la Compagnie des chemins de fer de l'Ouest a été rachetée par l'Administration des chemins de fer de l'État et enfin la ligne deviendra propriété de la Société nationale des chemins de fer français (SNCF) le 1er janvier 1938.
Elle a été fermée au service des voyageurs dans le courant de l'été 1976 et au service des marchandises en 3 étapes :
- De Baupte à La Haye-du-Puits, le 1er août 1976 ;
- La Haye-du-Puits à Carteret, le 27 mai 1979 ;
- De Carentan à Baupte, le 2 juin 1991[1].

Elle a été déclassée en totalité (PK 313,109 à 356,200) le 10 avril 1996.
Depuis la fermeture de la ligne, une association a créé le train touristique du Cotentin qui dessert aujourd’hui les gares de Carteret , Barneville et Portbail ainsi que la halte de Saint-Georges-de-la-Rivière. Cette association a été fondée dans le but de sauver les lignes ferroviaires de la Manche, abandonnées par Réseau ferré de France et la SNCF parce que les lignes devenaient de moins en moins rentables.
Depuis l’an 2000, la portion de ligne entre Portbail et Carentan est reconvertie en voie verte pour les cyclistes, les cavaliers et les piétons. La portion entre Portbail et Carteret est toujours propriété de RFF, bien qu’un projet de vente soit en cours selon l’Association tourisme et chemins de fer de la Manche (ATCM).

## Tracé - parcours
La ligne, qui débute en gare de Carentan, suit en parallèle le tracé de la ligne de Mantes-la-Jolie à Cherbourg avant de s'éloigner par une courbe sur la gauche à la sortie de la ville. Elle se dirige ensuite selon un axe à peu près rectiligne vers la halte d'Auvers, franchit le canal d'Auvers puis la rivière La Sèves peu avant d'arriver en gare de Baupte.
Elle franchit la rivière La Judée, passe à la gare de Saint-Jores puis à celle de Lithaire au lieu-dit La Gare. Toujours sur un axe d'est en ouest, elle rejoint la ligne de Coutances à Sottevast à l'entrée du bourg, peu avant la gare de La Haye-du-Puits. Son tracé est parallèle à la ligne de Coutances à Sottevast jusqu'à Bolleville où elle poursuit sur son axe d'est en ouest alors que l'autre ligne s'éloigne sur la droite.
Elle passe par la gare de Denneville et franchit le Saint-Épur avant d'arriver à la halte de Saint-Lô-d'Ourville, puis en gare de Portbail où elle rejoint le littoral. Suivant la côte, la ligne prend un axe nord-ouest, franchit le ruisseau Languetot, passe à la halte de Saint-Georges-de-la-Rivière avant d'arriver en gare de Barneville. Elle franchit la Gerfleur avant une courbe sur la gauche lui permettant d'arriver en gare de Carteret, terminus en cul-de-sac à proximité du centre ville.

## Infrastructure
Cette ligne a un profil accidenté. Les pentes atteignaient 15 ‰.

## Exploitation
- Exploitée par la compagnie des chemins de fer de l'ouest jusqu'en 1908
- Exploitée par les chemins de fer de l'état de 1909 à 1938

- Exploitée par la S.N.C.F. jusqu'en 1982

- Exploitée par l'ATCM depuis 1990